# Roger Paul Morin

Wappen von Roger Paul Morin

Roger Paul Morin (* 7. März 1941 in Lowell; † 31. Oktober 2019 auf dem Flug von Boston nach Atlanta) war ein US-amerikanischer Geistlicher und römisch-katholischer Bischof von Biloxi.

## Leben
Roger Paul Morin empfing am 15. April 1971 die Priesterweihe.
Papst Johannes Paul II. ernannte ihn am 11. Februar 2003 zum Weihbischof in New Orleans und Titularbischof von Aulona. Der Erzbischof von New Orleans, Alfred Clifton Hughes, spendete ihm am 22. April desselben Jahres die Bischofsweihe; Mitkonsekratoren waren die emeritierten Erzbischöfe von New Orleans, Philip Hannan und Francis Schulte. Als Wahlspruch wählte er Walk Humbly and Act Justy („Gehe demütig und handle gerecht“).
Am 2. März 2009 wurde er durch Benedikt XVI. zum Bischof von Biloxi ernannt und am 27. April desselben Jahres in das Amt eingeführt.
Papst Franziskus nahm am 16. Dezember 2016 seinen altersbedingten Rücktritt an.
Morin starb im Herbst 2019 im Alter von 78 Jahren während der Heimreise auf einem Flug von Boston nach Atlanta, nachdem er zuvor in Massachusetts seine Familie besucht hatte.